# Марквард, Одо
Одо Ма́рквард (нем. Odo Marquard; 26 февраля 1928, Штольп, провинция Померания — 9 мая 2015, Целле, Германия) — немецкий философ

 и педагог.

## Биография
Учился философии, филологии и теологии в Мюнстерском университете и Фрайбургском университете. Диплом по философии Канта защитил в 1954 году. Был ассистентом Иоахима Риттера в Мюнстерском университете, защитил диссертацию в 1963 году. Приват-доцент, затем профессор Гиссенского университета (с 1965), почётный профессор — с 1993.

## Философская позиция
Автор эссе по философии истории, философской антропологии, эстетике. Стоял в оппозиции к Франкфуртской школе. Входил в исследовательскую группу Поэтика и герменевтика, сотрудничал с представителями рецептивной эстетики (Х.-Р. Яусс, В. Изер).

## Труды
- Zum Problem der Logik des Scheins im Anschluß an Kant. Über Möglichkeiten und Grenzen einer kompromittierenden Genealogie der Metaphysik. Diss. phil. Freiburg im Breisgau 1954
- Skeptische Methode im Blick auf Kant. Alber, Freiburg/München 1958
- Трудности с философией истории/ Schwierigkeiten mit der Geschichtsphilosophie. Suhrkamp, Frankfurt am Main 1973 (фр. пер. 2002, исп. пер. 2007)
- Прощание с основополагающим/ Abschied vom Prinzipiellen. Reclam, Stuttgart 1981 (англ. пер. 1989, исп. пер. 2000)
- Апология случайного/ Apologie des Zufälligen. Reclam, Stuttgart 1986 (англ. пер. 1991, ит. пер. 1991, исп. пер. 2000)
- Transzendentaler Idealismus, romantische Naturphilosophie, Psychoanalyse. Köln: Verlag für Philosophie J. Dinter, 1987
- Эстетика и анестезия/ Aesthetica und Anaesthetica. Schöningh, Paderborn 1989 (ит.пер. 1994, польск. пер. 2007)
- Скепсис и согласие/ Skepsis und Zustimmung. Reclam, Stuttgart 1994.
- Счастье в несчастье/ Glück im Unglück. Fink, München 1995 (польск. пер. 2001, исп. пер. 2007)
- Философия замещения/ Philosophie des Stattdessen. Reclam, Stuttgart 2000.
- Скепсис как философия конечного/ Skepsis als Philosophie der Endlichkeit. Bouvier, Bonn 2002
- Будущее нуждается в прошлом/ Zukunft braucht Herkunft. Reclam, Stuttgart 2003.
- Индивид и разделение властей/ Individuum und Gewaltenteilung. Reclam, Stuttgart 2004.
- Скепсис в современную эпоху/ Skepsis in der Moderne. Reclam, Stuttgart 2007.

## Признание
Член Wissenschaftskolleg в Берлине (1982—1983). Почётный доктор Йенского университета. Президент Немецкого философского общества (1984—1987). Премия Зигмунда Фрейда за научную прозу (1984). Премия Эрнста Роберта Курциуса за эссеистику (1996). Орден «За заслуги перед Федеративной Республикой Германия» (2008) и др. награды.
Кроме указанных, книги Маркварда переведены на нидерландский и венгерский языки.

## Публикации на русском языке
- Искусство как антификция — опыт о превращении реального в фиктивное. // Немецкое философское литературоведение наших дней. Антология. — СПб., 2001. — С. 217—242.
- Эпоха чуждости миру. // Отечественные записки, 2003, № 6.